# Xã Vesta, Quận Walsh, Bắc Dakota
Xã Vesta (tiếng Anh: Vesta Township) là một xã thuộc quận Walsh, tiểu bang Bắc Dakota, Hoa Kỳ. Năm 2010, dân số của xã này là 31 người.